# Emuláció
Emuláció - egy adott szoftveres működési környezetet más körülmények között utánzó technológia. Az emuláció lényege, hogy az emulált környezethez készült szoftverek és adatok feldolgozását lehetővé teszi az attól eltérő jellemzőkkel rendelkező környezetben is.
Az emuláció és a szimuláció között a különbség, hogy míg utóbbi dedikált, végső célja egy másik környezet a felhasználó számára is nyilvánvaló másolása és utánzása, addig az emuláció esetében ez kizárólag egy eszköz a kompatibilitás megvalósítása érdekében.